# Триозы
Триозы (от греч. τρεις — три и франц. -ose — суффикс, обозначающий принадлежность к сахарам) — общее родовое химическое название класса трехуглеродных моносахаридов, то есть сахаров, общей формулой которых является C3(H2O)3, или C3H6O3.

## Строение молекул
В зависимости от наличия кето- или альдогруппы различают кетотриозы (единственный представитель дигидроксиацетон, который ввиду отсутствия хирального центра не имеет стереоизомеров) и альдотриозы (единственный представитель глицеральдегид, из-за наличия асимметричного атома углерода имеет 2 стереизомера).

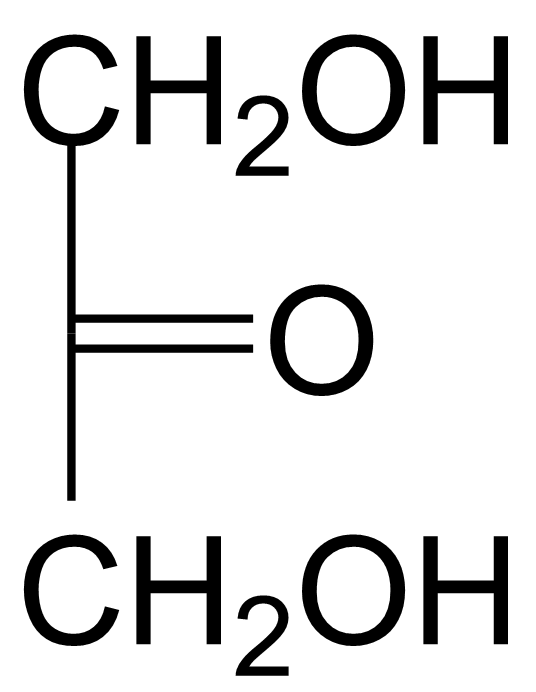
Дигидроксиацетон
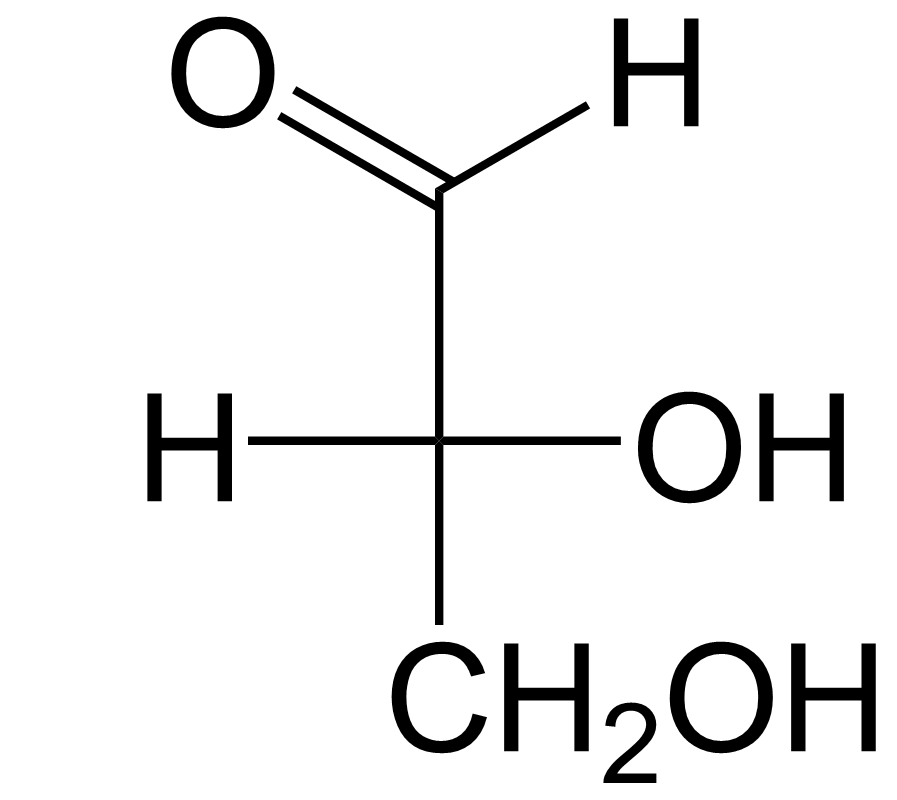
D-глицеральдегид
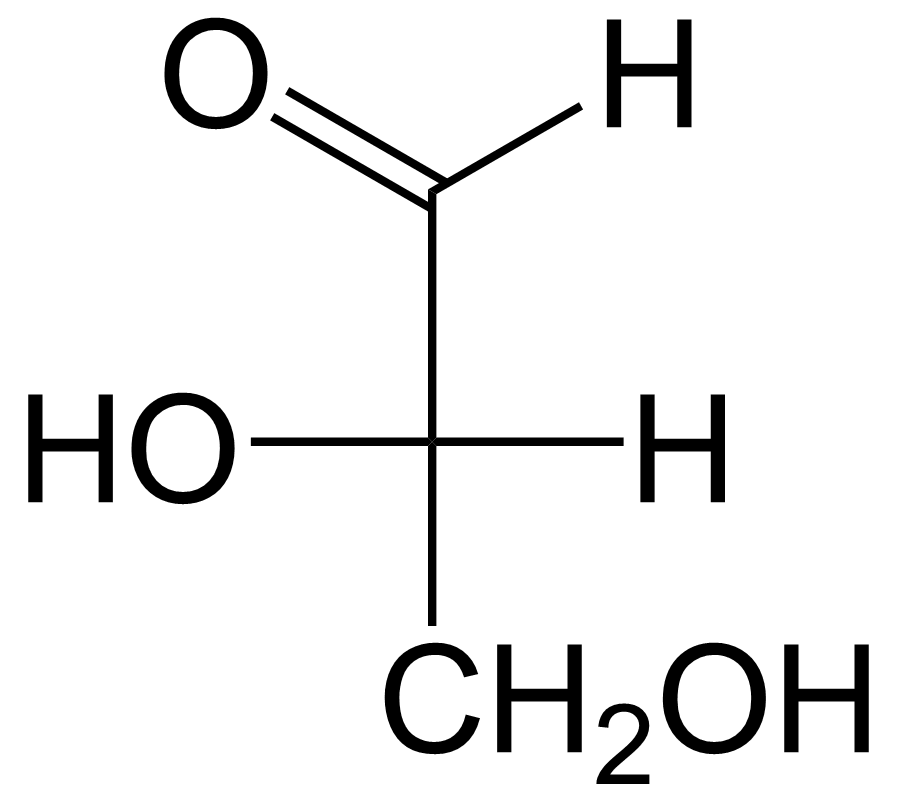
L-глицеральдегид

## Нахождение в природе
Триозы и их производные (фосфаты) — важные промежуточные продукты обмена веществ у всех живых организмов, играющие важную роль в клеточном дыхании.
В зелёных растениях триозы образуются в процессе фотосинтеза при фиксации CO2. 